# Bathycuma longirostre
Bathycuma longirostre är en kräftdjursart som beskrevs av William Thomas Calman 1905. Bathycuma longirostre ingår i släktet Bathycuma och familjen Bodotriidae. Inga underarter finns listade i Catalogue of Life.